# O Aviador
The Aviator (prt/bra: O Aviador) é um filme germano-estadunidense de 2004, um drama biográfico-histórico de ação e aventura dirigido por Martin Scorsese, com roteiro de John Logan.

## Elenco
| Personagem           | Ator              |
| -------------------- | ----------------- |
| Howard Hughes        | Leonardo DiCaprio |
| Katharine Hepburn    | Cate Blanchett    |
| Noah Dietrich        | John C. Reilly    |
| Ava Gardner          | Kate Beckinsale   |
| Juan Trippe          | Alec Baldwin      |
| Ralph Owen Brewster  | Alan Alda         |
| Professor Fitz       | Ian Holm          |
| Jack Frye            | Danny Huston      |
| Jean Harlow          | Gwen Stefani      |
| Errol Flynn          | Jude Law          |
| Johnny Meyer         | Adam Scott        |
| Roland Sweet         | Willem Dafoe      |
| Odie (Glenn Odekirk) | Matt Ross         |
| Faith Domergue       | Kelli Garner      |
| Katharine Houghton   | Frances Conroy    |
| Robert E. Gross      | Brent Spiner      |
| Louis B. Mayer       | Stanley DeSantis  |
| Joseph Breen         | Edward Herrmann   |
| Thelma               | Josie Maran       |
| Ellen Frye           | Emma Campbell     |
| Roscoe Turner        | Raymond Ducasse   |
| Jorge                | Vincent Laresca   |

## Principais prêmios e indicações
| Prêmio/evento      | Categoria                          | Notas                                                                    | Resultado |
| ------------------ | ---------------------------------- | ------------------------------------------------------------------------ | --------- |
| Oscar 2005         | Melhor filme                       | Michael Mann, Graham King                                                | Indicado  |
| Oscar 2005         | Melhor direção                     | Martin Scorsese                                                          | Indicado  |
| Oscar 2005         | Melhor ator                        | Leonardo DiCaprio                                                        | Indicado  |
| Oscar 2005         | Melhor ator coadjuvante            | Alan Alda                                                                | Indicado  |
| Oscar 2005         | Melhor atriz coadjuvante           | Cate Blanchett                                                           | Venceu    |
| Oscar 2005         | Melhor roteiro original            | John Logan                                                               | Indicado  |
| Oscar 2005         | Melhor edição                      | Thelma Schoonmaker                                                       | Venceu    |
| Oscar 2005         | Melhor direção de arte             | Dante Ferretti e Francesca Lo Schiavo                                    | Venceu    |
| Oscar 2005         | Melhor fotografia                  | Robert Richardson                                                        | Venceu    |
| Oscar 2005         | Melhor figurino                    | Sandy Powell                                                             | Venceu    |
| Oscar 2005         | Melhor som                         | Petur Hliddal e Tom Fleischman                                           | Indicado  |
| Globo de Ouro 2005 | Melhor filme - drama               |                                                                          | Venceu    |
| Globo de Ouro 2005 | Melhor direção                     | Martin Scorsese                                                          | Indicado  |
| Globo de Ouro 2005 | Melhor ator - drama                | Leonardo DiCaprio                                                        | Venceu    |
| Globo de Ouro 2005 | Melhor atriz coadjuvante           | Cate Blanchett                                                           | Indicado  |
| Globo de Ouro 2005 | Melhor roteiro                     | John Logan                                                               | Indicado  |
| Globo de Ouro 2005 | Melhor trilha sonora               | Howard Shore                                                             | Venceu    |
| BAFTA 2005         | Melhor filme                       | Michael Mann, Sanford R. Climan, Graham King, Charles Evans Jr.          | Venceu    |
| BAFTA 2005         | Melhor direção                     | Martin Scorsese                                                          | Indicado  |
| BAFTA 2005         | Melhor ator em cinema              | Leonardo DiCaprio                                                        | Indicado  |
| BAFTA 2005         | Melhor ator coadjuvante em cinema  | Alan Alda                                                                | Indicado  |
| BAFTA 2005         | Melhor atriz coadjuvante em cinema | Cate Blanchett                                                           | Venceu    |
| BAFTA 2005         | Melhor roteiro original            | John Logan                                                               | Indicado  |
| BAFTA 2005         | Melhor montagem                    | Thelma Schoonmaker                                                       | Indicado  |
| BAFTA 2005         | Melhor direção de arte             | Dante Ferretti e Francesca Lo Schiavo                                    | Venceu    |
| BAFTA 2005         | Melhores efeitos visuais           | Matthew Gratzner, Peter G. Travers, Robert Legato e R. Bruce Steinheimer | Indicado  |
| BAFTA 2005         | Melhor fotografia                  | Robert Richardson                                                        | Indicado  |
| BAFTA 2005         | Melhor figurino                    | Sandy Powell                                                             | Indicado  |
| BAFTA 2005         | Melhor maquiagem                   | Kathryn Blondell, Morag Ross e Sian Grigg                                | Venceu    |
| BAFTA 2005         | Melhor som                         | Eugene Gearty, Philip Stockton, Petur Hliddal e Tom Fleischman           | Indicado  |
| SAG 2005           | Melhor ator                        | Leonardo DiCaprio                                                        | Indicado  |
| SAG 2005           | Melhor atriz secundária            | Cate Blanchett                                                           | Venceu    |
| SAG 2005           | Melhor elenco                      | Melhor elenco                                                            | Indicado  |
| MTV 2005           | Melhor ator                        | Leonardo DiCaprio                                                        | Venceu    |
| MTV 2005           | Melhor sequência de ação           | Desastre aéreo em Beverly Hills                                          | Indicado  |

## Sinopse
Aficionado por aviões, Howard Hughes herda uma grande fortuna e consegue realizar seus sonhos: produzir filmes e pilotar aviões, até que algo inesperado o afasta da aviação. Sem desistir, ele planeja construir uma grande aeronave de guerra.